# Bristol Bullpup
El Bristol Type 107 Bullpup fue un caza británico construido en la década de 1920. No fue seleccionado para el servicio de escuadrón y sólo se construyó el único prototipo.

## Diseño y desarrollo

### Antecedentes
El diseño del Bullpup fue el resultado de una serie de estudios de diseño para un caza, realizados por Frank Barnwell durante la década de 1920. En 1924, Barnwell había comenzado a trabajar en un caza propulsado por el Rolls-Royce Falcon para cubrir los requisitos de la especificación F.17/24. Este proyecto fue archivado debido a que Bristol prefería usar sus propios diseños de motores, pero fue revivido en 1926, cuando Barnwell comenzó a trabajar en un diseño, designado Bristol Type 102, para cumplir con la F.9/26 por un caza diurno y nocturno o con la N.21/26 por un caza embarcado. Una propuesta posterior, denominada Type 105, fue para otro avión que cumpliera con la F.9/26, propulsado por el motor Mercury, que entonces se estaba desarrollando en Bristol. Estas propuestas fueron suficientes para que se construyeran un par de maquetas para ser inspeccionadas por el Ministerio del Aire en febrero de 1927. Los dos aviones eran similares en diseño, siendo el interceptor para la especificación F.17/24 ligeramente más pequeño y ligero, y no estando equipado con radio. Como resultado, se le pidió a Bristol que revisara el diseño para que cumpliera con una especificación de interceptor posterior, la F.20/27. Posteriormente se encargó un prototipo para su evaluación, pero el otro diseño no obtuvo respaldo oficial. Sin embargo, Bristol consideró que era lo suficientemente prometedor como para construir un prototipo con financiación privada para participar en las pruebas de la F.9/26, propulsado por un Bristol Jupiter porque se esperaba que el suministro de Mercury fuera limitado. Éste se convirtió en el Bristol Bulldog.

### Diseño
El Type 107 era un biplano de un solo vano de envergaduras desiguales, propulsado por un motor radial Bristol Mercury de 360 kW (480 hp) refrigerado por aire que movía una hélice bipala. La estructura era totalmente metálica con un recubrimiento de tela, utilizando elementos construidos a partir de tiras de acero laminadas de alta resistencia remachadas entre sí. Para optimizar el campo de visión del piloto, se hizo un gran recorte semicircular en el borde de fuga del ala superior y la sección interior del ala inferior tenía una cuerda reducida. Se instalaron alerones Frise únicamente en el ala superior. Estaba armado con un par de ametralladoras Vickers de 7,7 mm montadas a ambos lados de la cabina.
El prototipo voló por primera vez el 28 de abril de 1928, propulsado por un motor Bristol Jupiter, ya que aún no había disponible un Mercury listo para volar, y el avión no fue entregado en Martlesham Heath para su evaluación hasta marzo de 1929. El prototipo del Bullpup fue posteriormente equipado con culatas tipo Jupiter F con barras compensadoras gemelas para las mismas. Se realizaron pruebas con este motor en Martlesham en 1929.

## Historia operacional
El rendimiento en la competición F.20/27 celebrada en 1929 fue respetable, pero al final ninguno de los competidores entró en servicio, siendo finalmente satisfecho el requisito por el Hawker Fury, un desarrollo con motor Rolls-Royce Kestrel del contendiente Hawker F.20/27. El Bullpup se utilizó como avión de pruebas de motores hasta que fue desguazado en 1935, al final del programa de desarrollo del Bristol Aquila.

## Especificaciones
Referencia datos: Bristol Aircraft since 1910

### Características generales
- Tripulación: Uno (piloto)
- Longitud: 7,2 m (23,5 ft)
- Envergadura: 9,1 m (30 ft)
- Altura: 2,9 m (9,4 ft)
- Superficie alar: 21,4 m² (230 ft²)
- Peso vacío: 866 kg (1908,7 lb)
- Peso cargado: 1293 kg (2849,8 lb)
- Planta motriz: 1× motor radial de 9 cilindros refrigerado por aire Bristol Mercury IIA.
  - Potencia: 358 kW (494 HP; 487 CV)
- Hélices: Bipala de paso fijo

### Rendimiento
- Velocidad máxima operativa (Vno): 306 km/h (190 MPH; 165 kt)

### Armamento
- Ametralladoras: 

  - 2x Vickers de 7,7 mm fija frontal[5]

## Aeronaves relacionadas

### Secuencias de designación
- Secuencia Numérica (interna de Bristol): ← 99 - 101 - 105 - 107 - 109 - 110A - 118 →